# Алианс на либералите и демократите за Европа
 Тази статия е за европейската полиническа партия.  За парламентарната група през 2004 – 2019 година вижте Група на Алианса на либералите и демократите за Европа.  
Партия „Алианс на либералите и демократите за Европа“ (АЛДЕ; на английски: Alliance of Liberals and Democrats for Europe Party) е европейска политическа партия, включваща около 60 либерални партии, главно от страните от Европейския съюз.
Основана през 1976 година в Щутгарт като Федерация на либералните и демократически партии в Европа, тя приема сегашното си име през 2012 година. Към 2020 година партията има 65 представители в Европейския парламент. Сред членуващите в АЛДЕ партии най-голямо присъствие в Европейския парламент имат „Граждани“ (Испания), „АНО 2011“ (Чехия) и Свободната демократическа партия (Германия). В АЛДЕ членуват две партии от България – Алианс за права и свободи (ДПС - Доган) и Продължаваме промяната.